# Brad Fiedel
Brad Ira Fiedel (* 10. März 1951 in New York) ist ein US-amerikanischer Filmkomponist. Fiedel komponierte die Musik zu fast 100 Kino- und Fernsehfilmen sowie zu einigen Fernsehserien.

## Leben und Werk
Bereits im Alter von sechs Jahren begann er Klavier zu spielen. In den 1970er Jahren begleitete er als Keyboarder das Popduo Hall & Oates auf Tourneen. Während dieser Zeit begann er auch als Komponist für das Fernsehen und für kleinere Filmproduktionen zu arbeiten.
Seine wohl bekannteste Arbeit ist die Musik zu den Filmen The Terminator und Terminator 2: Judgment Day des kanadischen Regisseurs James Cameron. Die Musik für Terminator wurde mit Synthesizern und einer elektronisch verstärkten Violine produziert. Diese Produktionsweise war zum Teil im begrenzten Budget begründet, das kein Symphonieorchester erlaubte. Trotz eines wesentlich höheren Budgets für Terminator 2 produzierte Fiedel die Musik für diesen Film wiederum überwiegend elektronisch, diesmal mit Hilfe von Samplern, mit denen er Geräusche (beispielsweise von Maschinen) digitalisierte und als Klangmaterial verwendete. Mit dieser Produktionsweise stellte er sich gegen den Mainstream der orchestralen Filmmusik, die ihm für diesen Film nicht geeignet erschien. Davon musste er den zunächst skeptischen Cameron überzeugen.
Fiedel ist mit der Schauspielerin Ann Dusenberry verheiratet und lebt in Santa Barbara, Kalifornien, wo er sich besonders in ehrenamtlicher Tätigkeit für die dortige Waldorfschule engagiert.

## Auszeichnungen
- ASCAP Film and Television Music Award für Terminator 2: Judgment Day und True Lies.

## Filmmusiken (Auswahl)
- 1977: Kopf hoch (Looking Up)
- 1980: Liebe nach Feierabend (Hardhat and Legs)
- 1981: Das Haus meiner Träume (Dream House)
- 1981: Der Bunker (The Bunker)
- 1981: Der Jean-Harris-Prozeß (The People vs. Jean Harris)
- 1981: Terror Eyes – Der Frauenköpfer (Night School)
- 1981: Vor Morgengrauen (Just Before Dawn)
- 1982–1983: Detektei mit Hexerei (Tucker's Witch) (Fernsehserie, 13 Episoden)
- 1983: Am Ende des Weges (Right of Way)
- 1983: Cocain (Cocaine: One Man's Seduction)
- 1983: Das Tal des Grauens (Eyes of Fire)
- 1983: Der Weg durch die Hölle (Jacobo Timerman: Prisoner Without a Name, Cell Without a Number)
- 1983: Die letzte Schicht (Heart of Steel)
- 1983: Mord im falschen Bezirk (Murder in Coweta County)
- 1983: Operation Osaka (Girls of the White Orchid)
- 1984: Der Model-Killer (Calendar Girl Murders)
- 1984: Kampf gegen die Ausweglosigkeit (Anatomy of an Illness)
- 1984: Terminator (The Terminator)
- 1985: Die rabenschwarze Nacht – Fright Night (Fright Night)
- 1985: American Eiskrem (Fraternity Vacation)
- 1985: Creeps – Eine unheimliche Geisternacht (The Midnight Hour)
- 1985: Die Qual der Ungewißheit (Into Thin Air)
- 1985: Tödliche Beziehung (Compromising Positions)
- 1985: Tödliche Botschaft (Deadly Messages)
- 1986: Goodbye America (Under Siege)
- 1986: Holt Harry raus (Let's Get Harry)
- 1986: In der Hitze von Nevada (Desert Bloom)
- 1986: Young Streetfighters (The Brotherhood of Justice)
- 1987: The Big Easy – Der große Leichtsinn (The Big Easy)
- 1988: Mein Nachbar, der Vampir (Fright night part II)
- 1988: Angeklagt (The Accused)
- 1988: Die Schlange im Regenbogen (Serpent And The Rainbow)
- 1988: Hot Paint – Eine verdammt heiße Ware (Hot Paint)
- 1989: Das dreckige Spiel (True Believer)
- 1990: Blue Steel
- 1991: Der Mond über Plymouth (Plymouth)
- 1991: Terminator 2 – Tag der Abrechnung (Terminator 2: Judgment Day)
- 1992: Fäuste – Du mußt um Dein Recht kämpfen (Gladiator)
- 1993: Karen McCoy – Die Katze (The Real McCoy)
- 1993: Tödliche Nähe (Striking Distance)
- 1994: Blink – Tödliche Augenblicke (Blink)
- 1994: True Lies – Wahre Lügen (True Lies)
- 1995: Vernetzt – Johnny Mnemonic (Johnny Mnemonic)
- 1996: Rasputin
- 1996: T2 3-D: Battle Across Time (Kurzfilm)
- 1999: Showdown auf dem Weg zur Hölle (Purgatory)
- 1999: Countdown ins Chaos (Y2K)